# Brisbane Lions
O Brisbane Lions Australian Football Club é um clube profissional de futebol australiano que compete na Australian Football League (AFL). O clube é sediado em  Brisbane, Queensland, e joga suas partidas no The Gabba. O clube foi formado em 1996 a partir do Fitzroy Lions e  Brisbane Bears. Assim como Geelong e Hawthorn, é um dos mais vitoriosas da  AFL no século XXI tendo consecutivas AFL Grand Finals de 2001 a 2004 e ganhando três premierships (2001, 2002 e 2003).

## Música do clube
| Original em inglês | Tradução em português |
| --- | --------------------- |
| We are the pride of Brisbane Town, We wear maroon, blue and gold. We will always fight for victory, Like Fitzroy and Bears of old. All for one and one for all, We'll answer to the call. We're the Lions, the Brisbane Lions, We'll kick the winning score You'll hear our mighty roar! |                       |